# Crouch Island
Crouch Island ist nach Preston Island die zweitgrößte Insel in der Gruppe der Henkes-Inseln vor dem südlichen Ende der westantarktischen Adelaide-Insel.
Die hydrographische Vermessungseinheit der Royal Navy nahm zwischen 1962 und 1963 geodätische Vermessungen der Insel vor. Das UK Antarctic Place-Names Committee benannte sie am 12. Februar 1964 nach Alan Crouch (* 1935), meteorologischer und allgemeiner Assistent beim British Antarctic Survey (BAS), der 1961 zu den ersten Wissenschaftlern des BAS gehörte, die auf der Adelaide-Insel überwinterten.